# Панай
Пана́й (тагал. Panay) — острів Філіппінського архіпелагу розташований на заході Вісайських островів. Адміністративно поділений на чотири провінції: Аклан, Антіке, Капіз та Ілоіло. Географічно він розташований на південний схід від острова Міндоро та на північний захід від острова Негрос, з яким їх розділяє протока Гуймарас. На півночі від острова розташоване море Сібуян та острови Ромблон; на південному заході — море Сулу та затока Панай.
На острові протікає багато річок: Аклан, Сібалом, Ялау, Яро, Баніка, Ілоіло і Панай.
Острів Боракай, що знаходиться за 2 км (1,2 милі) на північний захід від острова Панай, є популярним місцем для туристів.

## Історія
- Конфедерація Маджа-ас